# Francesco Landini

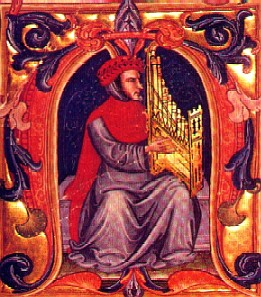
Francesco Landini

Francesco Landini (Fiesole, ca. 1325 - Florence, 2 september 1397) was een Italiaans componist en organist. Als gevolg van de pokken werd hij al op vroege leeftijd blind. Hij was de beroemdste componist van het Trecento. Verder is bijna alles wat we over hem vermoeden te weten onzeker. 
Tussen de 150 en 170 composities zijn aan ons overgeleverd en behouden. Daarmee heeft hij veruit het grootst overgebleven oeuvre van alle componisten van het Trecento.
Landini was componist, en in zijn tijd al beroemd als organist van de San Lorenzo in Florence. In eerste instantie werd hij beïnvloed door de ars nova, maar toch heeft hij zijn stijl 'Italiaans' gehouden. In de Italiaanse stijlopvatting stond tekstexpressie voorop. Er zijn honderden madrigalen, canzones en balladen overgebleven, die in 1939 door L. Ellinwood als 'de gezamenlijke werken van Landini' zijn uitgegeven.
In Nederland kreeg Landini in de 20e eeuw meer bekendheid door verschillende studies van Hélène Nolthenius.